# E-LOTOS
E-LOTOS (Enhanced LOTOS) est un langage de spécification formel conçu entre 1993 et 1999, et standardisé par l'ISO en 2001.
E-LOTOS était initialement prévu pour être une révision du langage LOTOS standardisé par la norme ISO 8807 en 1989. La révision se révéla toutefois profonde, ce qui conduisit à un nouveau langage de spécification.
Le point de départ pour la révision du LOTOS a été la thèse de Ed Brinksma, qui avait été rapporteur du standard LOTOS à l'ISO.
En 1993, les objectifs initiaux de la définition d'E-LOTOS ont été énoncés dans cette annonce.
En 1997, lorsque la définition du langage atteint le niveau de maturité d'un projet de comité ISO, l'annonce suivante fut publiée, décrivant les caractéristiques principales d'E-LOTOS.
Le document suivant rappelle les étapes importantes de la définition du projet E-LOTOS.
E-LOTOS a inspiré des langages descendants, parmi lesquels LOTOS NT et LNT.

## Liens Externes
- French-Romanian contributions to E-LOTOS

## Sources
- (en) Cet article est partiellement ou en totalité issu de l’article de Wikipédia en anglais intitulé « E-LOTOS » (voir la liste des auteurs).